# Kamptulikon
Kamptulikon ist ein Bodenbelag, der im 19. Jahrhundert verwendet wurde. Er wurde 1843 von dem Engländer Elijah Galloway erfunden und vor 1848 von den britischen Herstellern Teyler, Gough und Boys patentiert und in größeren Mengen produziert. Die Etablierung des Linoleums führte dazu, dass Kamptulikon bereits zum Ende des 19. Jahrhunderts vollständig verdrängt wurde, da dieses durch das Schwinden des Holzes der Fußböden oft rissig wurde.

## Verwendung
Bei Kamptulikon handelt es sich um einen elastischen, kautschukartigen Stoff, der aufgrund seiner Schallisolation auf Fußböden auch in großen oder öffentlichen Gebäuden wie Kirchen, Parlamenten, Klubhäusern oder Hotels sowie als Treppenläufer und Fußableger verwendet wurde. In den Stallungen des britischen Königshauses wurden auch die Wände und Zwischenwände mit dem Material verkleidet. Die Zellen in psychiatrischen Kliniken, früher auch als Gummi-, heute als  Weichzellen bekannt, wurden ebenfalls mit dickerem Kamptulikon ausgeschlagen, um Verletzungen der Insassen zu vermeiden. Technische Verwendung fand das Kamptulikon u. a. als Ersatz der Lederbekleidung von Messerputzern, die auch als Putztuch diente.
Der britische Architekt Charles Barry nutzte das neue Material 1840 als Bodenbelag im neuen Parlamentsgebäude in London, und in den 1860er Jahren gab es in England 10 Fabriken, die Kamptulikon herstellten.

## Herstellung und Eigenschaften
Hergestellt wurde Kamptulikon als Gemisch von Kautschuk, Guttapercha, Abfällen aus der Korkindustrie, Schellack und Leinöl. Die Bestandteile wurden gepresst, vermischt und dann unter hohem Druck auf ein starkes Gewebe aufgewalzt. Die eigentliche Mischung erfolgte in circa 10 Stunden, länger dauerte dagegen der Trockenvorgang.
Kamptulikon ist ein elastischer Belag, der in seiner Elastizität zwischen den Rohmaterialien Kork und Kautschuk liegt und dadurch sehr widerstandsfähig gegen Abnutzung war. Er ist zudem fast unempfindlich gegen Wasser und viele ätzende Chemikalien. Weil er Wärme deutlich besser als Teppiche und andere textile Bodenbeläge leitet, wurde er nicht für Wohnräume eingesetzt.